# Europa Cup (mannenhandbal) 1961/62
De European Champions Cup 1961/62 was de vierde editie van de hoogste handbalcompetitie voor clubs in Europa. Het West-Duitse Frisch Auf Göppingen won voor de tweede op een rij de European Champions Cup.

## Deelnemers
| Eerste ronde           | Eerste ronde        | Eerste ronde    | Eerste ronde         |
| ---------------------- | ------------------- | --------------- | -------------------- |
| Arsenal Helsinki       | Budapest Spartacus  | HB Eschois Fola | Stade Marocain       |
| Niloc                  | Burevestnik Tbilisi | BM Granollers   | WKS Śląsk Wrocław    |
| Tweede ronde           |                     |                 |                      |
| ROC Flémalle           | AGF Aarhus          | SC DHfK Leipzig | Frisch Auf Göppingen |
| Bataillon de Joinville | Partizan Bjelovar   | Nordstrand IF   | ATSV Linz            |
| Steaua București       | Dukla Praag         | Vikingarnas IF  | BSV Berne            |

## Voorronde

### Eerste ronde
| Team 1              | Score   | Team 2             |
| ------------------- | ------- | ------------------ |
| BM Granollers       | 28 - 13 | Stade Marocain     |
| WKS Śląsk Wrocław   | NG      | Budapest Spartacus |
| Niloc               | 27 - 10 | HB Eschois Fola    |
| Burevestnik Tbilisi | 26 - 11 | Arsenal Helsinki   |

### Tweede ronde
| Team 1                 | Score   | Team 2              |
| ---------------------- | ------- | ------------------- |
| Frisch Auf Göppingen   | 34 - 07 | ROC Flémalle        |
| Bataillon de Joinville | 19 - 09 | BM Granollers       |
| Dukla Praag            | 39 - 16 | WKS Śląsk Wrocław   |
| SC DHfK Leipzig        | 09 - 07 | Steaua București    |
| Nordstrand IF          | 16 - 22 | AGF Aarhus          |
| Vikingarnas IF         | 27 - 19 | Burevestnik Tbilisi |
| BSV Berne              | 24 - 17 | Niloc               |
| Partizan Bjelovar      | 33 - 21 | ATSV Linz           |

## Hoofdronde

### Kwartfinale
| Team 1                 | Score   | Team 2               |
| ---------------------- | ------- | -------------------- |
| Bataillon de Joinville | 08 - 11 | Frisch Auf Göppingen |
| Dukla Praag            | 19 - 18 | SC DHfK Leipzig      |
| AGF Aarhus             | 21 - 19 | Vikingarnas IF       |
| BSV Berne              | 10 - 18 | Partizan Bjelovar    |

### Halve finale
| Team 1               | Score   | Team 2      |
| -------------------- | ------- | ----------- |
| Frisch Auf Göppingen | 13 - 08 | Dukla Praag |
| Partizan Bjelovar    | 14 - 13 | AGF Aarhus  |

### Finale
| Datum        | Team 1               | Score   | Team 2            | Locatie           |
| ------------ | -------------------- | ------- | ----------------- | ----------------- |
| 7 april 1962 | Frisch Auf Göppingen | 18 - 13 | Partizan Bjelovar | Parijs, Frankrijk |

|                                |
|                                |
| Frisch Auf Göppingen 2de titel |